# Körgeometriájú jelzőlámpás csomópont
A körgeometriájú jelzőlámpás csomópont esetén a forgalmat jelzőlámpa irányítja és a járművek a „körforgalmat” felfestett forgalmi sávokban hagyják el, ezért az irányjelző használata kihajtáskor is szükségtelen.  A körforgalomra vonatkozó szabályok értelmében a csomópontba való behajtást irányjelzéssel jelezni sem kell. A csomópont további sajátossága, hogy amennyiben a „körforgalmat” az első kihajtási lehetőségnél kívánjuk elhagyni, úgy különösen figyelni kell a jelzőlámpákat. A jármű vezetője úgy gondolhatja, hogy a következő néhány tíz méterre lévő jelzőlámpa is zöldre fog váltani, mire odaér. Ez igaz is ha a körforgalomban kíván továbbhaladni, ha azonban a körforgalmat az első kihajtási lehetőségnél elhagyja, a kilépésnél éppen tilos jelzésre fog váltani a lámpa.
A körgeometriás csomópontot összehasonlítva egy normál körforgalommal, a körgeometriában a körbejárás nem biztosított, azaz az útburkolati jellel megjelölt forgalmi sávok valamely csomóponti ágon kivezetik a közlekedőt a „körforgalomból”, valamint a továbbhaladási sorrendet jelzőlámpa szabályozza a körforgalomban a be- és a kihajtásoknál.
Magyarországon először 2006-ban, Győrben alakították ki ezt az új forgalomtechnikai modellt. Sőt, ugyanazon az úton (a 81-es főúton) kettőt is elhelyeztek belőle.
Azóta több turbó körforgalom is épült, szerte az országban.

## Szükségessége

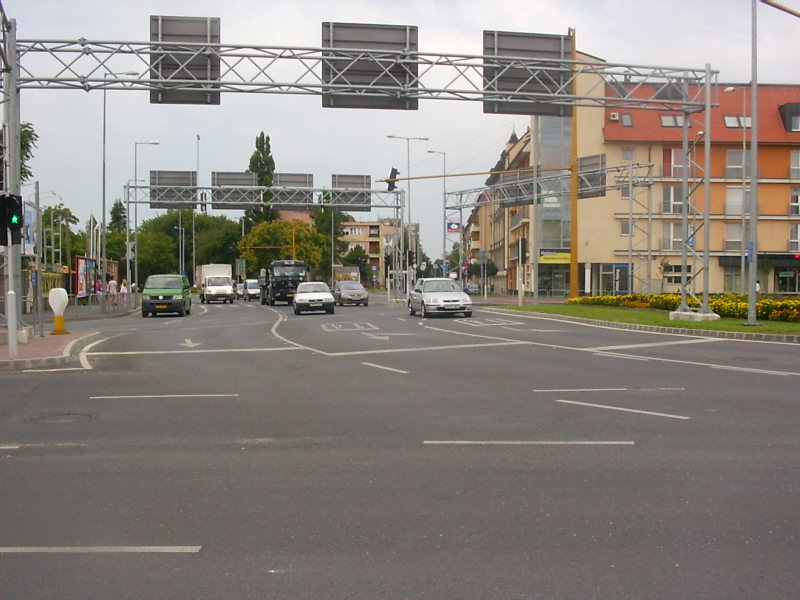
A jelzőlámpák szabad jelzésére várva. A sávok felett az útirányok jelzése.

A 81-es számú fő közlekedési út bevezetésének korszerűsítése Győrött egy nagyberuházás három ütemben végrehajtott része volt. A beruházás második, leglátványosabb eleme, a Szigethy Attila út, Ipar út  és a Fehérvári út (81-es főút) körgeometriás csomópontja 2006. június 23-án  délelőtt kilenc óra óta már rendesen működik. A 81-es számú főút győri bevezetőszakasza második ütemének építésére (a már elkészült Banai úti csomóponttól az Ipar utcáig) 2004 novemberében írták alá a szerződést. A Nemzeti Autópálya Rt. beruházására megalakult a Győr-81 Konzorcium a Viadom, a Betonút Építő és a Hídépítő Rt. részvételével, az Utiber kft. mérnökségével. Az első szakaszban új nyomvonalon, több, a környék közlekedését segítő bekötéssel, a vasút feletti híd és hazánkban eddig egyedüli körgeometriájú jelzőlámpás csomópont készült el. A Fehérvári út–Ipar u. csomópontban az építkezés idején is ment a forgalom. Az autósok itt most ugyanúgy közlekednek, mint bármely körforgalmú csomópontban – gyorsabban, mint amikor jelzőlámpákra kellett várakozni. Ezt erősítette meg a Volán is: autóbuszai sokkal hamarabb jutottak  át a kritikus kereszteződésen.
A csomópont, úgynevezett körgeometriájú, jelzőlámpás irányítású. Vagyis a három-négy sávon haladó forgalmat gyors áteresztőképességű lámpás rendszer vezérli. Ilyen hazánkban eddig még nem készült, az autósoknak meg kellett szokniuk benne a közlekedést.
A csomópont igen nagy kiterjedésű, és a biztonsági okokból szükséges megvilágítására sok  lámpaoszlopot kellett volna elhelyezni, más megoldást találtak. A csomópont közepén egy harmincméteres fénytornyot állítottak fel. A magas toronyból speciális erős fényszórók világítják be a csomópontot. Ha javításra szorulnának, nem kell magasra felmászni hozzájuk, a torony ugyanis motorikusan leereszthető.
Miután ez volt az ország első ilyen kereszteződése, a közlekedők egy darabig még bizonytalankodva hajtottak át rajta. Pedig használata nagyon egyszerű: minden sáv felett tábla mutatja, melyik irányba visz tovább. Az autós utána sávváltás nélkül haladhat tovább, ha a lámpa zöldet mutat. Ha valaki mégis rossz helyre sorolt volna be, vagy útközben meggondolja magát, két dolgot tehet: 1. sávot vált belül, vagy 2. tesz egy teljes kört, és kimegy a megfelelő ágon. A gyalogosoknak és a kerékpárosoknak csak a tilos és a szabad jelzést kell figyelniük.
A szakemberek szerint a torlódások megszűntek: a csomópont forgalma naponta 24-25 ezer jármű, áteresztőképessége viszont 35-40 ezer. A könnyebb átjutást szolgálja, hogy a közlekedési lámpák idősávját kamerák szabályozzák a tényleges forgalomnak megfelelően, egy-egy iránynak hosszabb zöldet hagyva. Miután az Ifjúság körút-Szigethy Attila út találkozása lámpás kereszteződéssé alakult, amelyet ráadásul összehangoltak a nagy csomóponttal, az sem valószínű, hogy onnan feltorlódnak az autók, ahogy az gyakorta előfordult.

## Az első tapasztalatok
Az első évben rengeteg baleset, értetlenkedő sofőrök gyűjtőhelye lett a Győrött található két körgeometriás csomópont. A balesetek nagy százalékban szabálytalan sávváltások miatt következtek be, ezért a megelőzésre a szakemberek azt javasolják, hogy aki tévesztett az „ismételjen”, mint ahogy az a körforgalmakban szokás. A másik probléma, hogy a helyismerettel rendelkezők nagyobb sebességgel érkeznek a csomóponthoz és a tétovákkal találkozva nemegyszer koccanás a vége.